# 胜川站
勝川站（日语：／ Kachigawa eki */?）是位於日本愛知縣春日井市松新町六丁目與勝川町五丁目，屬於東海旅客鐵道（JR東海）、東海交通事業的鐵路車站。
此站預定作為JR東海的中央本線與以此站為起點的東海交通事業城北線之轉乘站，但由於兩邊車站相距約五百公尺，故城北線延伸工程完工前並不能直接轉乘。中央本線的車站編號為CF06。JR的事務管理編號為△530518。

## 车站结构

### JR東海

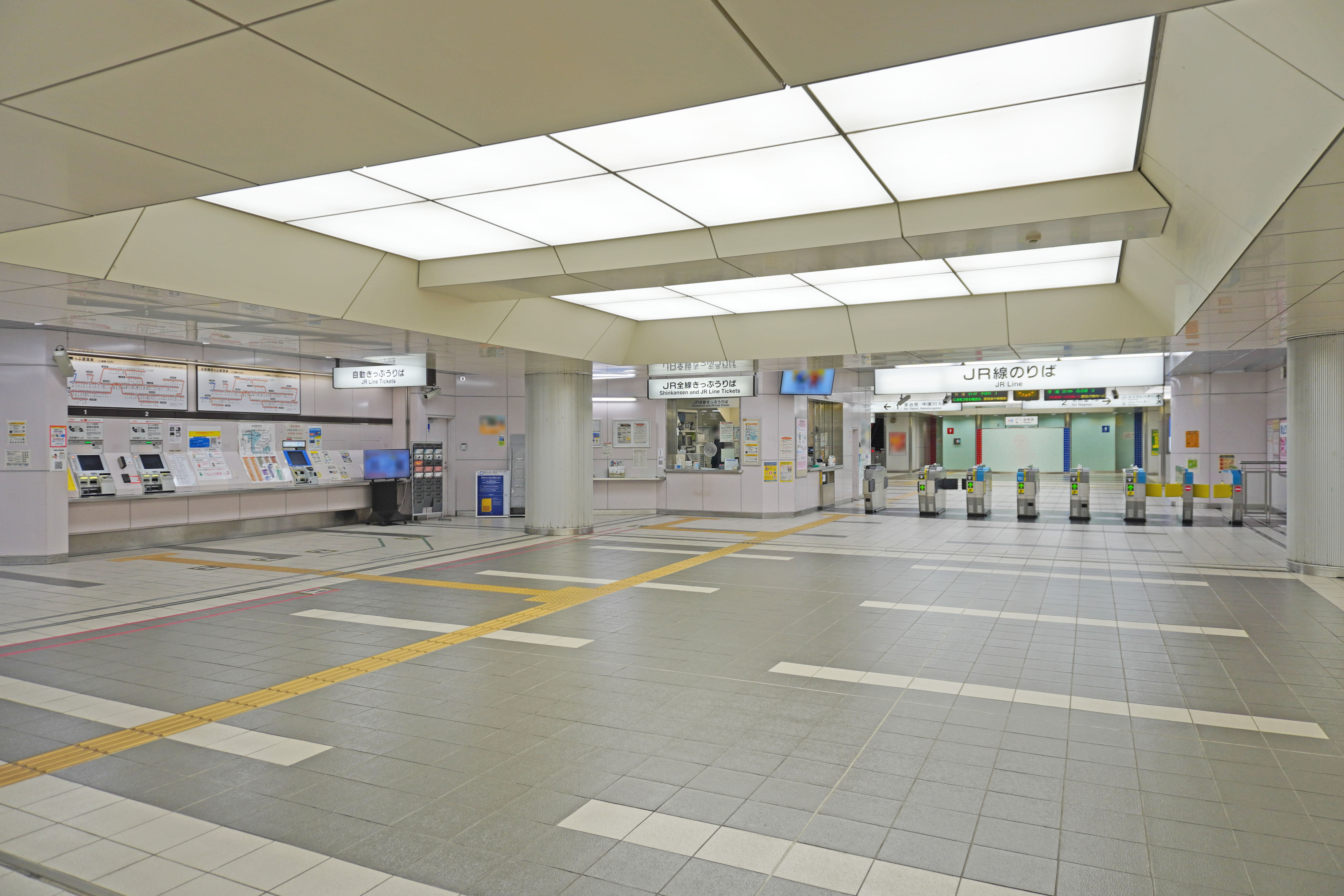
售票機與驗票口（2023年1月）

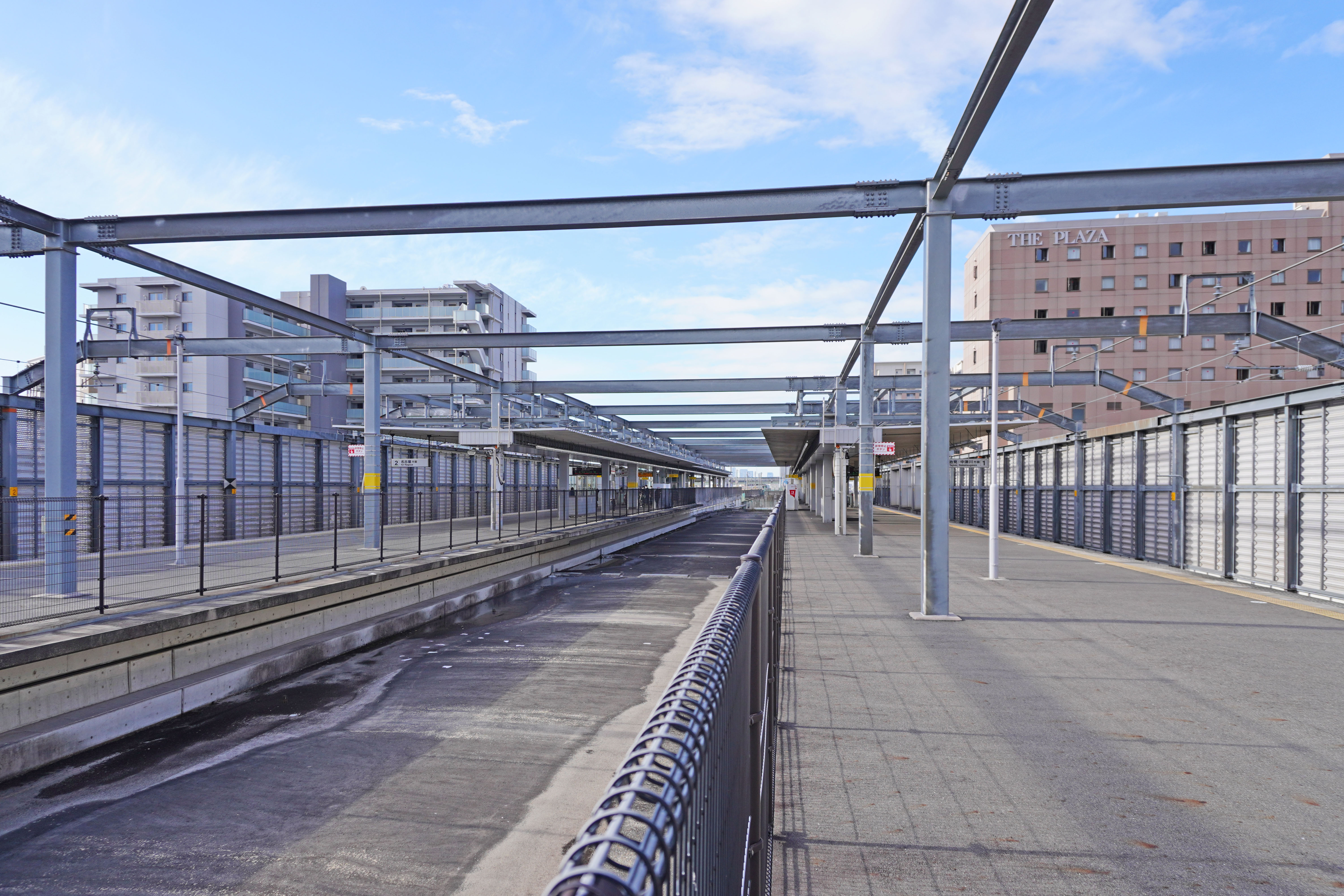
月台（2023年1月）

本站為對向式月台2面2線的高架车站，胜川站综合开发项目计划将本站高架化，高架工程与于2009年11月23日完工，高架化后车站下方将建设公路连通两旁，未来城北线将延伸到此处与中央本線成同站台换乘，届时两个侧式站台中间预留空间将给城北线使用站台也变成雙島式月台。

#### 月台配置
| 月台 | 路線     | 方向 | 目的地             |
| ---- | -------- | ---- | ------------------ |
| 1    | 中央本線 | 下行 | 多治見、中津川方向 |
| 2    | 中央本線 | 上行 | 名古屋方向         |

### 东海交通事业
本站為1面1線的高架车站。此站為臨時車站，並有計劃延長以方便轉乘JR線。

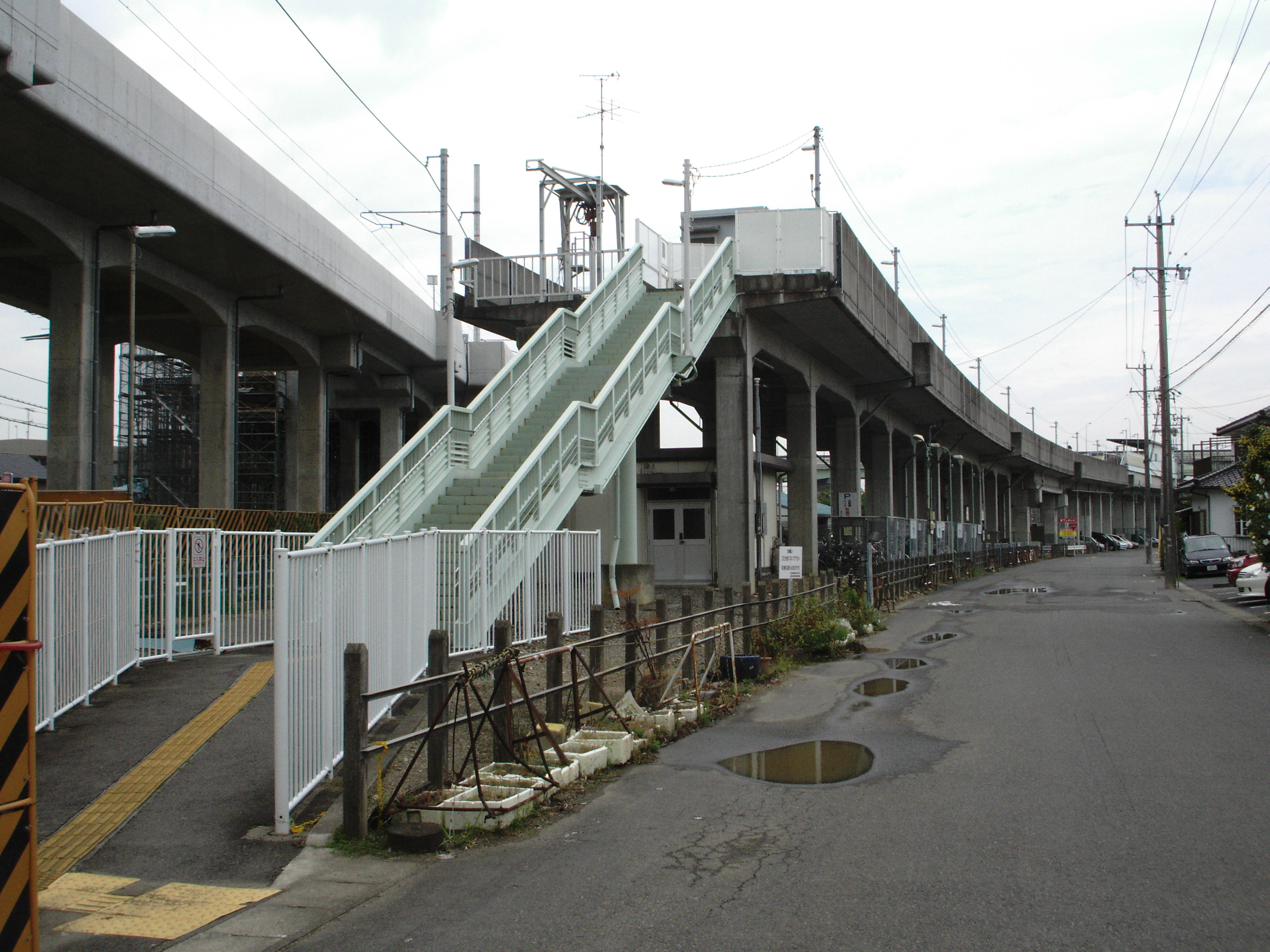
東出入口（2007年9月）

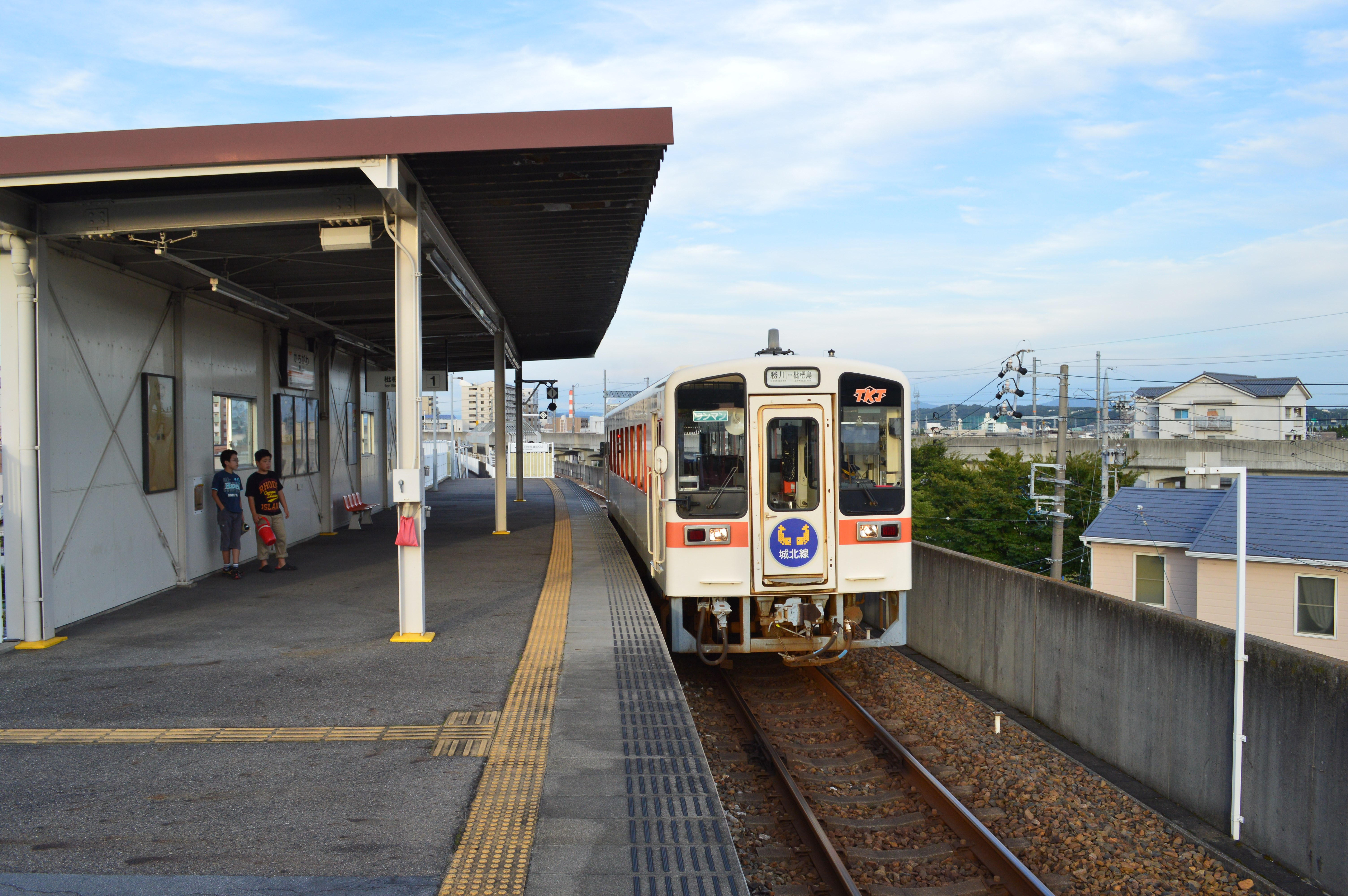
月台（2015年9月）

## 使用情況
| 年度               | JR上車人次 | 城北線上車人次 |
| ------------------ | ---------- | -------------- |
| 2003年（平成15年） | 14,654     | 167            |
| 2004年（平成16年） | 14,572     | 154            |
| 2005年（平成17年） | 14,764     | 166            |
| 2006年（平成18年） | 14,777     | 173            |
| 2007年（平成19年） | 15,024     | 204            |
| 2008年（平成20年） | 15,426     | 195            |
| 2009年（平成21年） | 15,239     | 206            |
| 2010年（平成22年） | 15,407     | 195            |
| 2011年（平成23年） | 15,592     | 191            |
| 2012年（平成24年） | 15,878     | 200            |
| 2013年（平成25年） | 16,249     | 203            |
| 2014年（平成26年） | 16,470     | 203            |
| 2015年（平成27年） | 16,937     | 207            |
| 2016年（平成28年） | 17,330     | 238            |
| 2017年（平成29年） | 17,579     | 238            |
| 2018年（平成30年） | 17,742     | 251            |

## 相鄰車站
東海旅客鐵道
 中央本線
■快速
春日井（CF07）－勝川（CF06）－大曾根（CF04）
■普通
春日井（CF07）－勝川（CF06）－新守山（CF05）
東海交通事業
城北線
勝川－味美

### 來源
1. 1 2  駅構内の案内表記。これらはJR東海公式サイトの各駅の時刻表 （页面存档备份，存于）で参照可能（駅掲示用時刻表のPDFが使われているため。2015年1月現在）。

## 外部連結
- 勝川 - 東海旅客鐵道